# Півторак

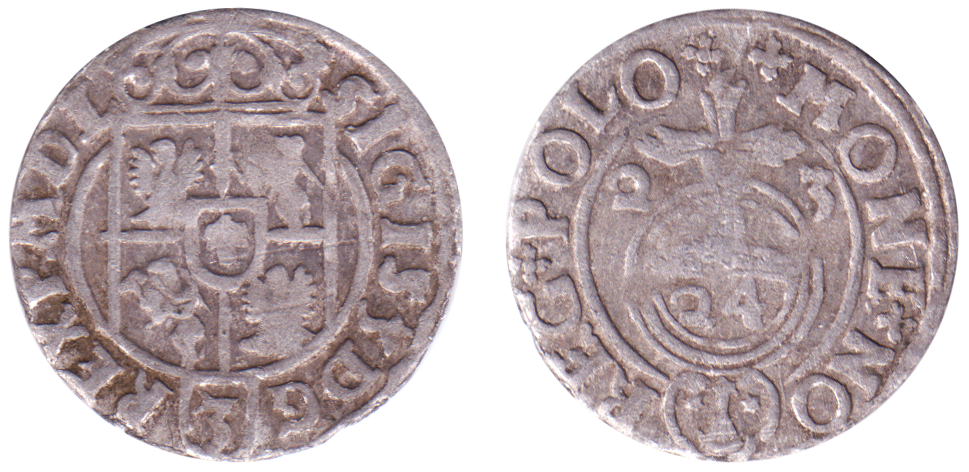
Півторак Сигізмунда III Вази, 1623 рік

Півторáк — назва срібної розмінної монети номінальною вартістю 1½ гроша. Карбувалася на монетних дворах Речі Посполитої: в 1614–1628 роках — Бидгощ, Краків, в 1618–1619 — Вільнюс, в 1616–1620 — Рига. Також були коронні півтораки 1654–1666 років, литовські — 1650, 1652, востаннє — 1753–1756 роки, іншого типу.
Карбування почалося через відсутність монети вартістю половини трояка (тригрошевика) після його масової емісії. Звично на аверсі було число 3 (означало вартість в півгрошах, які вже не карбувались), на реверсі — 24 (тобто кількість грошів, як пам'ятка попередньої вартості талера).
Найбільш масштабною була емісія П. у 1614–27 під час правління короля Сигізмунда III Вази. Початково вага монети становила 1,54 г срібла (0,72 г. чистого металу), згодом вона зменшилась до 1,08 (0,31 чистого металу). Протягом 17–18 ст. півторак була найпоширенішими монетами на грошовому ринку українських земель, де їх часто називали «чехами». Поряд з польсько-литовськими П. в обігу часто зустрічалися однотипні монети карбовані на монетних дворах і шведських володінь у Прибалтиці, Пруссії та ін. німецьких держав. В Німеччині називали «брумерами» (Бидгощ — Брумберг). Півтораки, звані «чехами», були найбільш розповсюдженими монетами України 17–18 століть поряд з драйпелькерами шведської Прибалтики, Пруссії, Германської імперії. Тотожний 1 московській копійці.